# Nicholas Cheong Jin-Suk
Nicholas Cheong Jin-Suk   (Seül, 7 de desembre de 1931 - Seül, 27 d'abril de 2021) fou un cardenal sud-coreà de l'Església Catòlica Romana. Va exercir com a arquebisbe de Seül, des del 1998 fins a la seva jubilació el 2012, després d'haver servit com a bisbe de Cheongju (1970-1998), i va ser elevat al Col·legi cardenalici el 2006. Fou el segon coreà en haver estat ordenat cardenal.

## Biografia
Cheong Jin-Suk va estudiar breument enginyeria química a la Universitat Nacional de Seül, però per l'esclat de la guerra de Corea va tenir enormes dificultats per exercitar la seva activitat, primer per l'avanç de les tropes comunistes i després per l'entrada de la Xina a la guerra, fet que el portà a haver-se d'amagar i d'abandonar la capital. Va ingressar al seminari de Seül, on més tard va obtenir la seva llicenciatura en teologia, el 1954. Després d'estudiar sociologia a Hong Kong, va ser ordenat sacerdot per l'arquebisbe Paul Kinam Ro el 18 de març de 1961.
Cheong després va fer tasca pastoral a Seül fins a esdevenir professor al seminari menor i notari de la seva cúria arxidiocesana en 1962. Va ser canceller de la cúria i subsecretari de la Conferència Episcopal de 1964 a 1965, i canceller episcopal i vice rector del seminari menor de 1966 a 1967. després va estudiar dret canònic a Roma, sent resident a la Universitat Pontifícia Urbaniana, d'octubre de 1968 a 1970.
El 25 de juny de 1970 Cheong va ser nomenat el segon bisbe de Cheongju pel Papa Pau VI. Va rebre la seva consagració episcopal el 3 d'octubre següent, de mans de l'arquebisbe Kinam Ro, amb els bisbes James Pardy, MM, i Peter Han Kong-Ryel actuant com co-consagradors, a l'Església de la Sagrada Família de Cheongju. Cheong més tard va ser promogut a tercer arquebisbe de Seül el 3 d'abril de 1998. A més de les seves funcions a Seül, va ser nomenat administrador apostòlic ad nutum Sanctae Sedis de P'yong-yang, el 6 de juny d'aquest mateix any. Va ser elegit president de la Conferència Episcopal coreana el 1998, així, servint així com el portaveu de l'Església a Corea.
El Papa Benet XVI el va crear Cardenal Prevere de Santa Maria Immacolata di Lourdes a Boccea al consistori del 24 de març de 2006. El cardenal Cheong Jin-Suk va ser posteriorment nomenat membre de la comissió executiva del Consell Pontifici per a la Família a la Cúria Romana el 6 de maig següent i al Consell de Cardenals per a l'estudi dels problemes organitzatius i econòmics de la Santa Seu el 3 de febrer de 2007. Va ser també més endavant nomenat membre del Consell Pontifici per a les Comunicacions Socials.
D'acord amb la Universi Dominici Gregis, en el seu 80è aniversari el 7 de desembre de 2011 el cardenal Cheong Jin-suk va perdre els seus càrrecs curials i el dret a entrar en un conclave. La seva renúncia va ser acceptada pel Papa Benet XVI el 10 de maig de 2012. Va ser succeït per Andrew Yeom Soo-Jung.